# Кручение (деформация)

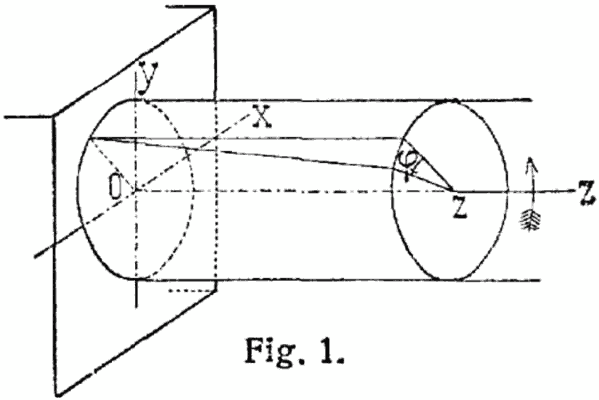
Пример деформации кручения цилиндрического стержня

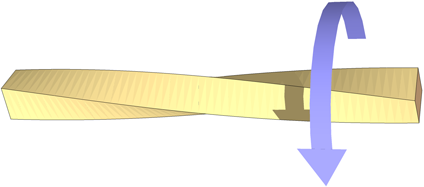
Деформация стержня прямоугольного сечения при кручении

Круче́ние — один из видов деформации тела. Возникает в том случае, если нагрузка прикладывается к телу в виде пары противоположных по направлению сил в его поперечной плоскости, точки приложения которых находятся на определённом удалении друг от друга. При этом данные силы образуют в поперечных сечениях тела единственный внутренний силовой фактор — крутящий момент. Примеры кручения: пружины растяжения-сжатия, валы.
При деформации кручения смещение каждой точки тела перпендикулярно к её расстоянию от оси приложенных сил и пропорционально этому расстоянию.
Угол закручивания цилиндрического стержня в границах упругих деформаций под действием момента T может быть определён из уравнения закона Гука для случая кручения
{\displaystyle \varphi _{}={T\ell  \over J_{0}G},}
где:
{\displaystyle J_{0}} — геометрический полярный момент инерции;
{\displaystyle \ell } — длина стержня;
G — модуль сдвига.
Отношение угла закручивания φ к длине {\displaystyle \ell } называют относительным углом закручивания
{\displaystyle \theta ={\frac {\varphi }{\ell }}}
Деформация кручения является частным случаем деформации сдвига.

## Напряжения при кручении

Распределение касательных напряжений при кручении

Вращающийся стержень, не работающий на кручение, называют валом. Стержень, используемый как упругий элемент, который работает на скручивание, называется торсионом. Касательные напряжения {\displaystyle \tau _{r}}, возникающие в условиях кручения, определяются по формуле:
{\displaystyle \tau _{r}={T\cdot r \over J_{0}}},
где r — расстояние от оси кручения.
Очевидно, что касательные напряжения достигают наибольшего значения на поверхности вала при {\displaystyle r_{max}=R} и при максимальном крутящем моменте {\displaystyle T_{max}}, то есть
{\displaystyle \tau _{max}={T_{max}\cdot R \over J_{0}}={\frac {T_{max}}{W_{p}}}},
где Wp — полярный момент сопротивления.
Это даёт возможность записать условие прочности при кручении в таком виде:
{\displaystyle \tau _{max}={\frac {T_{max}}{W_{p}}}\leq [\tau ]}.
Используя это условие, можно или по известным силовым факторам, которые создают крутящий момент Т, найти полярный момент сопротивления и далее, в зависимости от той или иной формы, найти размеры сечения, или наоборот — зная размеры сечения, можно вычислить наибольшую величину крутящего момента, которую можно допустить в сечении, которое в свою очередь, позволит найти допустимые величины внешних нагрузок.